# D.G.T. (Off and On)
D.G.T. (Off and On) ist ein Lied des rumänischen Sängers Theodor Andrei. Mit dem Titel vertrat er Rumänien beim Eurovision Song Contest 2023 in Liverpool.

## Hintergrund
Der Song wurde von Theodor Andrei mit Mikail Jahed, Luca de Mezzo und Luca Udățeanu geschrieben. Es handelt sich um einen Pop-Rock-Song, der mit cleanen Gitarren und Synthesizern instrumentiert ist und ein E-Gitarren-Solo aufweist. Andrei wollte eine Art Lied erschaffen, die für Rumänien noch nie beim ESC zu hören war. Im Songtext geht es um eine toxische Beziehung. Der Protagonist spricht die geliebte Person an, der er offenbar verfallen ist. Der Text ist sowohl in englischer als auch in rumänischer Sprache gehalten. Die drei Buchstaben D.G.T. entsprechen dem rumänischen Wort degete, das „Finger“ bedeutet. Der Text spielt auf die rumänische Redewendung „a juca pe cineva pe degete“, „mit jemandem auf deinen Fingern spielen“ an, was so viel bedeutet wie „jemanden zum Narren halten“.
Der Song wurde am 16. Dezember 2022 veröffentlicht. Theodor Andrei gewann damit den rumänischen Vorentscheid Selecția Națională 2023, der in diesem Jahr nach der Disqualifikation der rumänischen Jury 2022 nur aus einer Finalrunde bestand.

## Beim Eurovision Song Contest
Rumänien nahm mit dem Titel am 67. Eurovision Song Contest teil, der vom 9. bis 13. Mai 2023 stattfand. D.G.T. (Off and On) wurde dem zweiten Halbfinale zugelost und startete dort an dritter Stelle von 16 Teilnehmern. Der Song konnte sich mit 0 Punkten und dem letzten Platz nicht für das Finale qualifizieren.